# Aufstände und Revolten gegen die britische Herrschaft in Indien

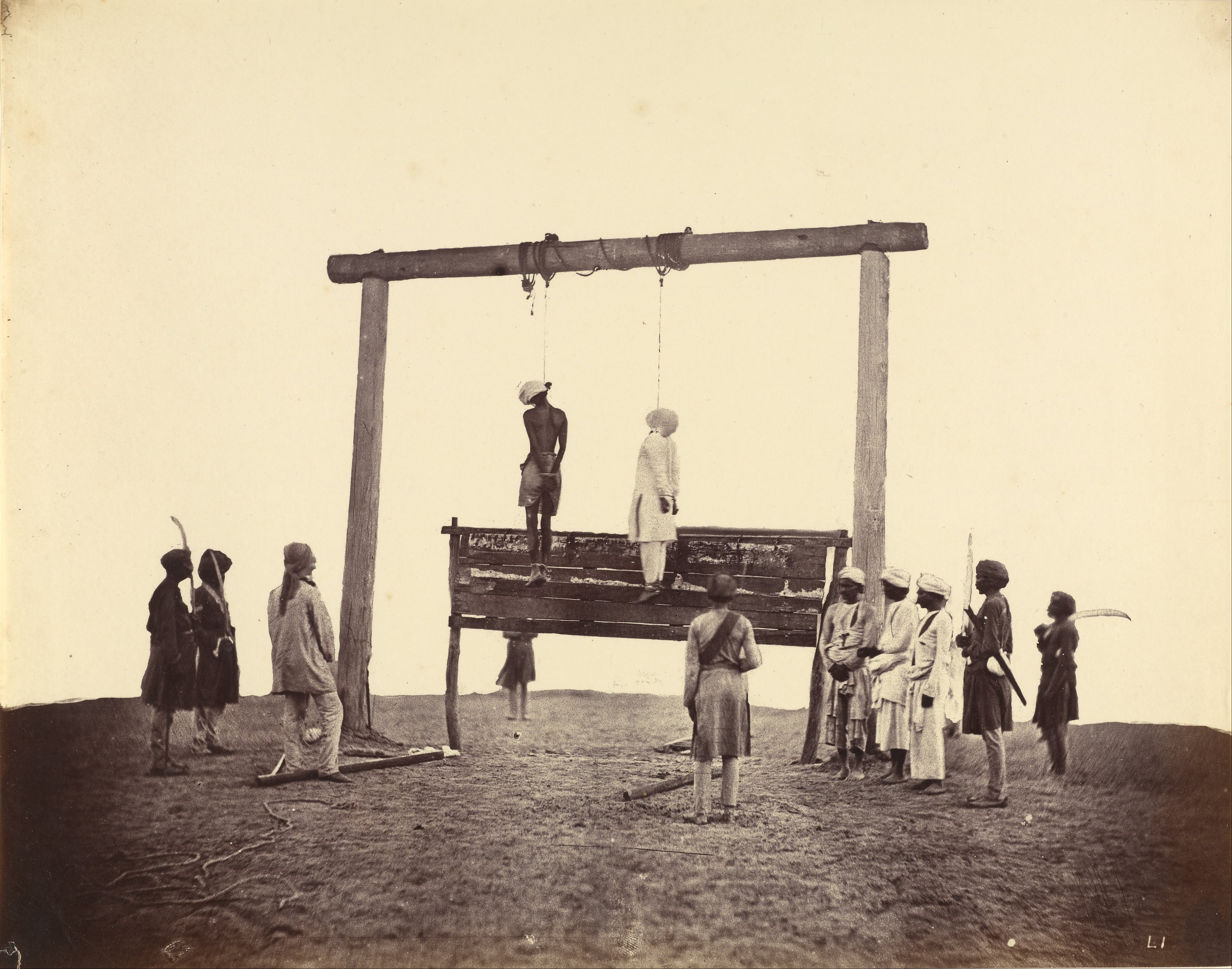
Hinrichtung zweier Rebellen (Felice Beato, 1858)

Diese Liste der Aufstände und Revolten gegen die britische Herrschaft in Indien enthält die wichtigsten derartigen Ereignisse. Allein zwischen 1763 und 1856 sollen 40 bedeutende und über 100 kleinere Aufstände und Rebellionen vorgekommen sein, zu deren Niederschlagung bewaffnete Kräfte eingesetzt wurden.
Auslösender Faktor in fast allen Fällen war die drückende Steuerlast oder deren rücksichtslose Eintreibung. So verdoppelte sich das Steueraufkommen in den ersten Jahrzehnten der Herrschaft der Britischen Ostindien-Kompanie gegenüber der Zeit des Mogulreichs im Bereich des Permanent Settlement, die Belastung der Bauern versiebenfachte sich jedoch. Auch wurde mit den Briten erstmals privater Landbesitz eingeführt (statt gemeinschaftlichem), was zur Heranbildung einer parasitären Klasse abwesender Grundbesitzer führte.
Auch während der Hungersnöte in weiten Teilen des Landes, die durch das Ausbleiben des Monsuns häufig vorkamen (verursacht von der El Niño-Southern Oscillation), wurden die Steuern weiterhin eingetrieben und säumige Bauern von ihrem Land durch Zwangsvollstreckung vertrieben, wie dies ganz im Sinne der herrschenden liberalen Ideologie des Freihandels auch in Irland 1845–1848 praktiziert wurde. Während des Anfangsjahres einer solchen Dürre ist das Ansteigen von Rebellionen zu beobachten.
Viele Aufstände, besonders der tribals („Volksstämme“: Adivasi, heute: Scheduled Tribes), wurden auch durch die Zerstörung von traditionellen Lebensweisen (beispielsweise halbnomadische Lebensweise, die intensive Waldnutzung voraussetzt) ausgelöst.
Die Aufstände lassen sich in fünf Gruppen unterteilen, wobei einzelne Aufstände durchaus in mehrere Kategorien passen:
1. restorative Rebellionen: Versuche, die Briten zu vertreiben (meist vor 1857)
2. religiöse Bewegungen: oft mit messianischen oder Weltuntergangsprophezeiungen[5]
3. „Sozialbanditen“: wollten die Lebensbedingungen des Volkes verbessern (oft im Sinne von kommunistischen Idealen, ohne dass solche bekannt waren)
4. (Massen-)Aufstände: gegen einzelne Missstände
5. „terroristische Vergeltung“: vielfach spontane Ausbrüche

Hinweis: Diese Liste enthält keine Rebellionen, die in den Randgebieten Britisch-Indiens stattfanden (beispielsweise Ceylon oder Oman; zu Ereignissen in der Grenzregion zu Afghanistan siehe Militärkampagnen im Nordwesten Britisch-Indiens). Ebenfalls nicht gelistet werden Aufstände, die außerhalb des geographischen Bereichs des indischen Subkontinents stattfanden, auch wenn deren Niederschlagung häufig vom indischen Finanzminister (mit-)bezahlt wurde (beispielsweise der Mahdi- oder der Boxeraufstand), ebenso wenig Kolonialkriege zur Eroberung.

## Restorative Rebellionen bis 1856

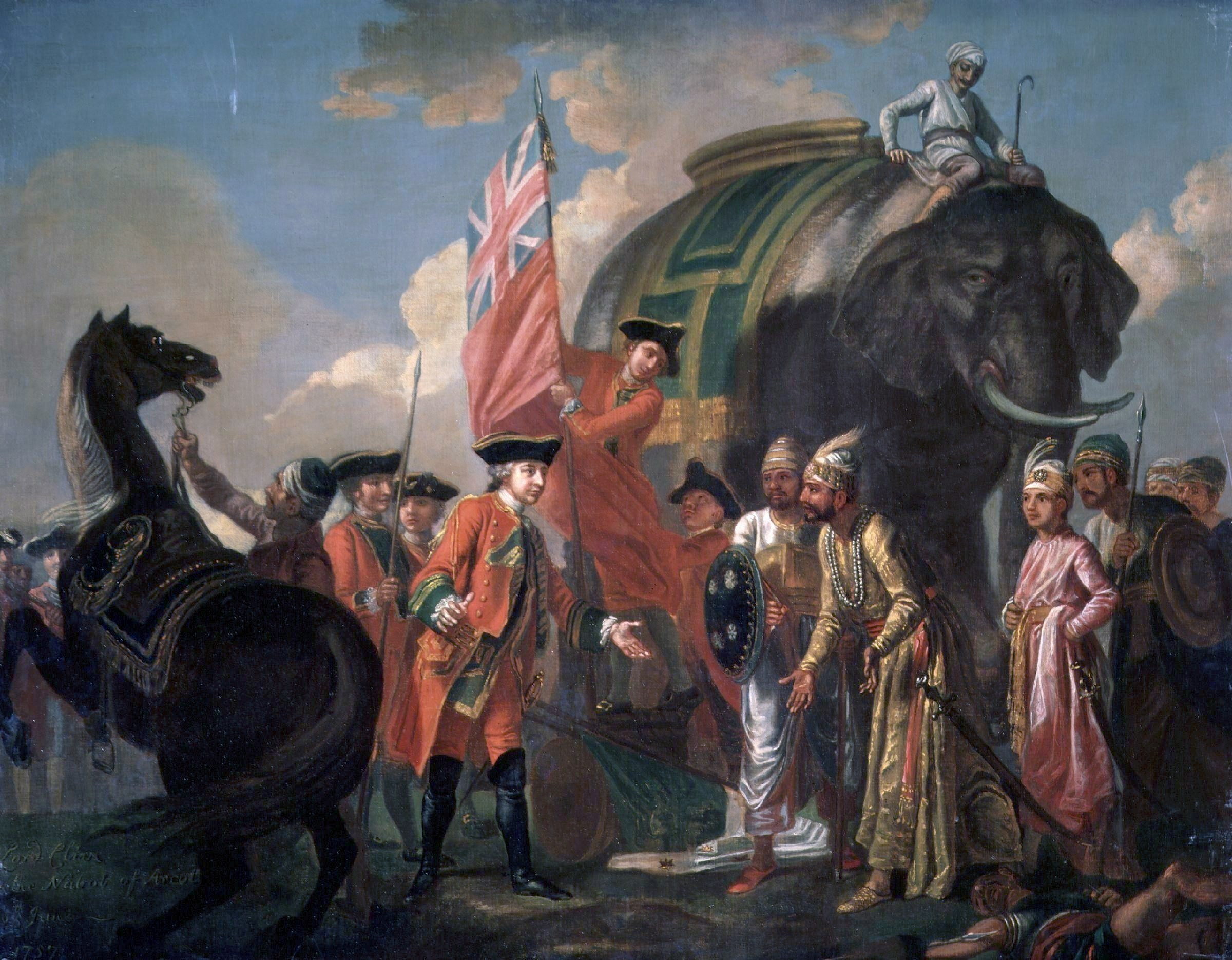
Plassey 1757, der britische Sieg gilt als der Beginn des Britisch-Indien

- Angehörige der Kallar-Kaste von Madura 1710–1784.[6] Sie blieben bis ins 20. Jahrhundert aus den Bergen um Madura als „Banditen“ aktiv. Einzelne Dörfer schützten sich dadurch vor Viehdiebstählen, dass sie eine Kalla-Familie als Wächter (kavalgar) anheuerten (und bestachen). Dieses System existierte in Thanjavur mindestens bis 1953.[7]
- 23. Juni 1757 – Sieg der Truppen der britischen East India Company in der Schlacht bei Plassey, Bengalen. Siraj-ud-Daula, Nawab von Bengalen, wird entmachtet.
- Dhal-Revolte des Rajas von Dhalbhum, Jagannath Dhal, 1769–1774. Erste Aufstände in der Region von Jharkhand, in das die Briten 1767 von Singhbhum Manbhum aus eindrangen. Befriedungsversuche unter dem Kommando von Lt. Rook and Charles Mogan blieben ohne Erfolg. Die ostindische Kompanie akzeptierte, Jagannath Dhal wieder als Herrscher einzusetzen, sofern er einen jährlichen Tribut (der über die Jahre anstieg; ab 1800: 4267 Rs.) zahlte.[8]
- Chuar-Aufstände von Medinipur (West-Bengalen), 1766–1772, 1795–1816 (Schwerpunkt 1799, etwa 1500 Rebellen unter Durjan Singh kontrollierten 30 Dörfer); erneut 1832 in der Region von Manbhum (heute Distrikt Purulia und Bihar)
- Raja Chait Singh mit der Unterstützung von Hindu- und Muslim-Grundbesitzern (zamindar) in Oudh, 1778–1781. Die überlebenden Zamindare, deren Forts zerstört worden waren, wurden gezwungenermaßen zu Banditen. Die folgenden Plünderungen und die rigorose Eintreibung von Abgaben war ursächlich für die Hungersnot 1784.
- Raja Vizieram Rauze in Vizagapatam[9], 1794. Der Raja fiel in einer Schlacht. In der Region kam es unter Birabhadra Rauze (1830) und Jagannath Rauze (1832–1834) zu weiteren Aufständen.
- Wazir Ali Khan, der abgesetzte Nawab von Oudh in Benares und Gorakhpur 1799[10]
- Maratha Dhundia Wagh († 9. September 1800 in Kongal) in Mysore, 1799–1800. Der Kommandeur britischerseits war der aufstrebende Arthur Wellesley.
- Pazhassi (oder „Pyche“) Raja in Nord-Malabar, 1796–1805. Der Raja fiel in einer Schlacht am 30. November 1805.
- Poligars (ehem. militärische Kommandeure) in Bellary, Anantapur, Cuddapah und Kurnool, 1803-5
- Poligars von Tinnevelly, 1801
- Rebellion des Raja von Cuttack (Orissa) Mukunda Deva II. 1804, geführt von seinem Ratgeber Jayi Rajguru, der dafür hingerichtet wurde.
- Poligars in North Arcot, 1803-5
- Sepoyaufstand in Vellore, 1806
- Diwan Velu Thampi († 1809; wurde nach seinem Tode zur Abschreckung noch öffentlich aufgehängt) von Travancore, der eine professionell geführte Armee von 30.000 Mann kontrollierte, dazu kam eine noch größere Zahl Irregulärer, größtenteils Bauern; 1808-9.
- Erben des Desai von Kittur geführt von Rani Chinnava (1778–1829), die ihre Herrschaft unter der Doctrine of Lapse verloren hatten, 1824. Seit 2007 wird die Rani mit einem Denkmal vor dem Parlament in Neu-Delhi geehrt.
- der abgesetzte Gopal Singh von Bundelkhand, 1802–1812. Der Raja wurde 1812 wieder in sein Amt eingesetzt.
- 1817 Aufstand der Kommandeure mehrerer Forts in Aligarh, das seit 1803 unter britischer Herrschaft stand.
- Paika (Milizionäre) des abgesetzten Raja von Cuttack (Kurdah, Orissa) und Khonds, unter Führung von Bakshi Jagabandhu,[11] auch wegen Änderung der Landbesitzverhältnisse, dem Salzmonopol und Abschaffung der Kaurischnecke als Zahlungsmittel. Die Paika wurden als Klasse praktisch komplett vernichtet. 1817–1818
- Angehörige der Baniya-Kaste aus Gujarat, daher Gujars, in Sindh, 1824

## Messianische Aufstände bis 1856
Diesen Rebellionen ist gemeinsam, dass sie charismatische Führer hatten, denen vielfach übernatürliche Kräfte zugeschrieben wurden. Oft wurde die Errichtung eines gerechten Gottesstaates propagiert. Diese Bewegungen entstanden gleichermaßen unter Hindus, Moslems und tribals. Derartige Aufstände fanden häufiger im Osten Indiens und nach Hungersnöten statt.
- 1827–1831: Muslime aus der Sekte der Maulvis, meist entrechtete Landpächter, geführt von Titu Miyan, in den Gebieten um Barasat, Nadia, Faridpur, Jessore und Kolkata; von hinduistischen Grundbesitzern wurden Abgaben eingetrieben; der Anführer endete im Gefängnis von Alipur, das bis heute das wichtigste Gefängnis für Rebellen blieb und das über die Jahrzehnte immer wieder ein Zentrum von Misshandlungen und Gefangenenmassakern war[13]
- 1824–1833: muslimische Pagal Panthis, Konvertiten aus den Völkern der Garo und Hajong, unter Tipu Shah im nördlichen Mymensingh
- muslimische Faraizis in Bogra und Faridpur (1838–1851); unter der Führung von Dudu Miyan entstand eine parallele Verwaltungsstruktur
- 1855–1856: Santal-Aufstand (hool)

## Tribals
Im ganzen 19. Jahrhundert kam es zu hunderten kleineren Aufständen der tribals (indigene Stämme, heute Scheduled Tribes), die besonders litten unter der Einbindung in das koloniale Wirtschaftssystem, durch die Einführung von Privateigentum an Land und Wäldern und der oft gewaltsamen Steuereintreibung. Die „Polizeiaktionen“ endeten in der Regel mit Massakern, Vertreibung oder zerstörten Dörfern.
- 1818–1831: die Bhil von Khandesh
- 18??: Aufstand der Ho in der Gegend von Singhbhum gegen den Fürsten Jagannath Singh, der sein Volk ausbeutete und sich auf die Briten stützte
- 1820: die Mer von Merwara
- 1820–1837: Teile des Kol-Volk, besonders die Stämme der Ho und Mundas in Chotanagpur (= Chota Nagpur); Schwerpunkt 1831–1832; sie wurden zu Tausenden massakriert,[14] was jedoch weitere Aufstände nicht verhinderte
- 1829–1858: die Khasi im damaligen Assam (heute Meghalaya)
- 1832: Revolte der Bhumij- und Chuar-Bauern gegen übermäßige Steuerbelastung durch die Zamindars; der Anführer Ganga Narayan, der auch Unterstützung von den Stämmen der Ho und Kol erhielt, wurde in einem Gefecht mit dem Thakur von Kharswan getötet
- 1846: die Khond in Orissa
- 1852, 1857, 1872: die Garo im damaligen Assam (heute Meghalaya)
- 1859–1881 kam es im Sardari Movement in Chotanagpur erneut zu Aufständen der Munda unter verschiedenen Sardars
- 1860–1862: die Jaintia/Syteng im damaligen Assam (heute Meghalaya)

### Santal Pargana
Im Santal Pargana von Bihar kam es zu zahlreichen Aufständen:
- 1772–1782: Pahariaya Movement, geführt von Rani Sarweshwari
- 1783–1785: Tilka-Aufstand der Santal unter der Führung von Tilka Manjhi (* 1850), der einen Guerillakrieg aus den Sultanganj-Bergen führte; er erschoss Augustin Cleveland, den britischen Kommandeur mit einem Pfeil; nach seiner Gefangennahme wurde er in Bhagalpur an einem Baum aufgeknüpft
- 1855–1856: Santal-Aufstand (hool), angeführt von den Brüdern Sido und Kanhu; etwa 30.000 Aufständische, rund 10.000 mit Pfeil und Bogen Bewaffnete marschierten auf Kolkata; Tote: 5 Europäer, 500 Sepoys und geschätzte 15.000 Rebellen und Zivilisten
- 1870–1874: Kharwar Movement, geführt von Bhagirath Manjhi, es erwuchs im Wesentlichen aus denselben Gründen wie der gescheiterte Aufstand 1855/56

## „Sozialbanditen“
- Thuggee, 1650–1850 in Nord- und Zentralindien
- Sannyasi-Rebellion 1763–1800 in Bengalen. Träger waren religiöse Führer (Hindu Sannyasi und muslimische Fakire), entlassene Soldaten und Zamindare[15][16]
- Unter Führung des abgesetzten Generals Narasimha Reddi und seinen Anhänger gab es eine Rebellion in Kurnool (Andhra Pradesh) 1846–1847,
- Nachdem das Volk der Lodhas aus Midnapore im 19. Jahrhundert von ihrem angestammten Land vertrieben wurden, wurden sie zu „kriminellen Kaste“ („criminal caste“)

## Aufstände gegen bestimmte Missstände bis 1856
Die meisten dieser Massenaufstände begannen mit Demonstrationen oder Boykott von Pächtern oder Kleinbauern gegen als solche wahrgenommene Missstände (meist überzogene Abgaben) und entwickelten sich, da keine Abhilfe geschaffen wurde, zu gewalttätigen Rebellionen, die oft in wenigen Wochen niedergeschlagen wurden. Sie waren auch nach 1857 häufig.
- 1783 im bengalischen Rangpur und Dinajpur: Die Forderungen des Steuerpächters Debisingh waren exzessiv. Seine Handlanger peitschten säumige Bauern aus oder legten sie in Ketten, bis das kollektiv veranlagte Dorf gezahlt hatte. Am 18. Januar stürmte ein Mob das Gefängnis von Tepah. Die Polizei feuerte in die Menge, Im folgenden Kampf wurde der Steuereintreiber Gaurmohan gefangen. Nachdem eine Petition keine Senkung der Abgaben und „Gerechtigkeit“ erreicht hatte, kam es zur Tötung zweier Steuereintreiber. Es sammelte sich eine „Armee“ die die Distrikte durchstreifte und Reiche plünderte. Britische Truppen schlugen den Aufstand in fünf Wochen nieder. Ein Dorfvorsteher wurde gehängt. Die Abgabensituation veränderte sich nicht.
- 1799 in Bishnupur und Birbhum (östliches Indien)
- Jats von Haryana, 1809
- In Mysore, 1830–1831
- Khandesh, 1852

## 1857 bis 1859

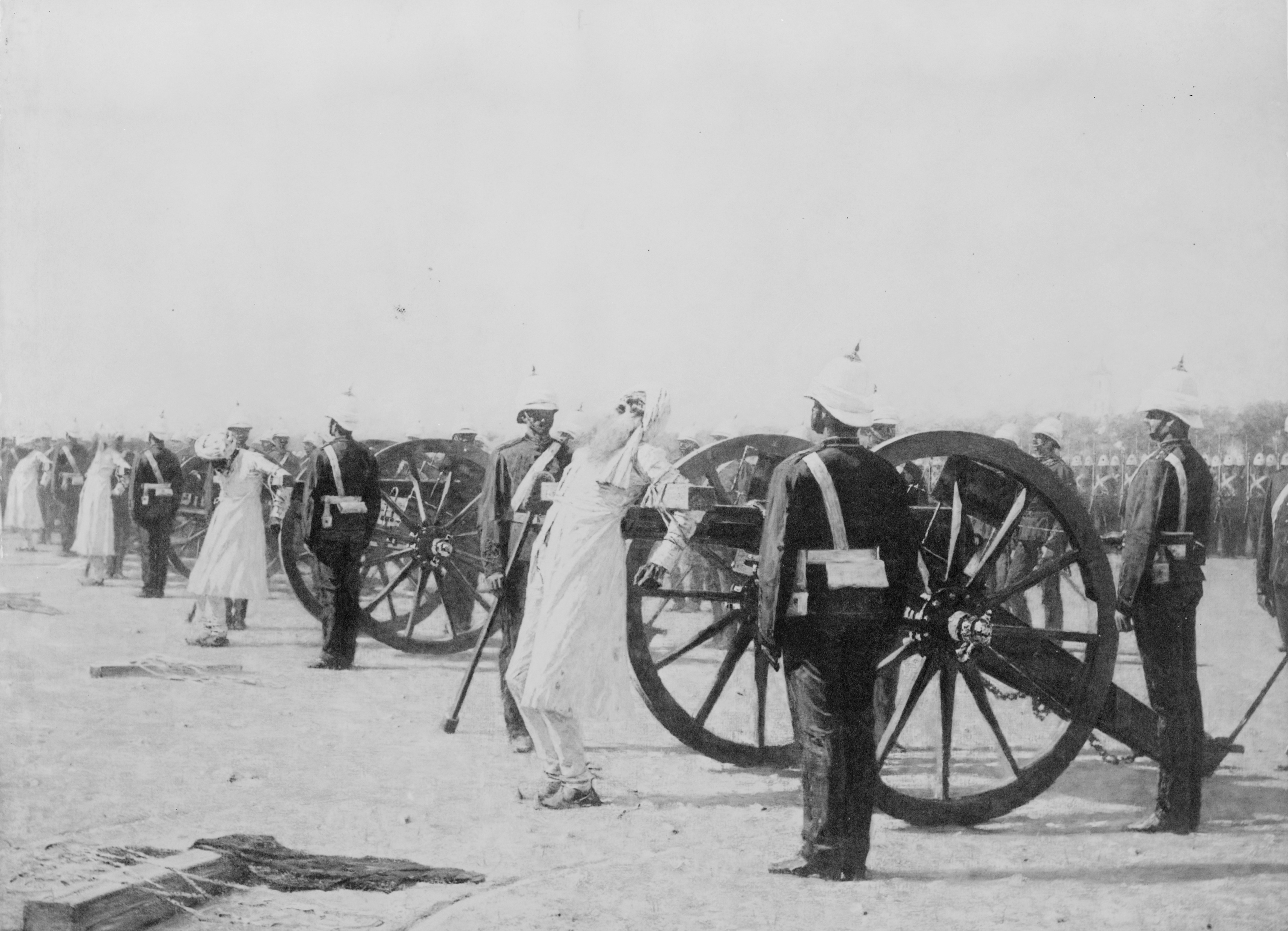
Hinrichtung Aufständischer gegen die Briten

- Indischer Aufstand von 1857 (in der britischen Geschichtsschreibung: Sepoy-Aufstand)

Darin werden als einzelne Aktionsfelder betrachtet
- - 1st Siege of Lucknow (Erste Belagerung Lakhnaus)
  - 1st Siege of Cawnpore (Kanpur)
  - Siege of Delhi 1857, auch die Schlacht um Badli-ki-Serai und um die nördl. davon liegenden Garnisonen
  - in Avadh/Oudh und Bengalen: Aong, Belagerung von Arrah
  - Kampf um Agra
  - 2nd Siege of Cawnpore Britischer General (John Inglis)
  - 2nd Siege of Lucknow

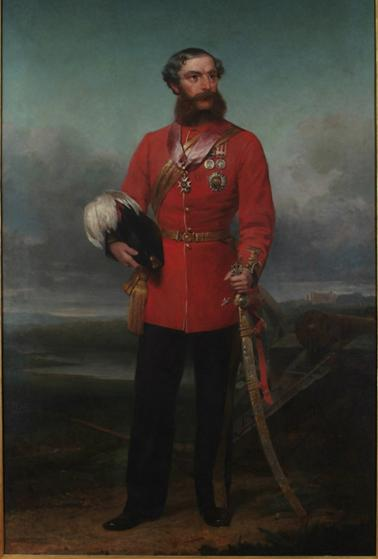
Britischer General (John Inglis)

  - Central India (1858; Durand, Rose)

- Schlüsselfiguren:
  - Nana Sahib
  - Bahadur Shah II.
  - Lakshmibai
  - Neville Bowles Chamberlain
  - Colin Campbell, 1. Baron Clyde
  - General John Inglis

## 1859 bis 1947
| Jahr                       | Bezeichnung       | Region                                                        | Führer (tragende Klasse)                                                                    | Verlauf |
| -------------------------- | ----------------- | ------------------------------------------------------------- | ------------------------------------------------------------------------------------------- | --- |
| 1859–1862                  | Indigo-Unruhen    | Bengalen                                                      | Bauern, Landpächter                                                                         | siehe Hauptartikel. (Weitere Aufstände 1905-08 in der Region Motihari-Bettiah. Abschaffung des ausbeuterischen Tinkanthia-Systems durch Gandhis Champaran-Kampagne 1917/18.) |
| 1867–1870                  | Hindu Naikda      | Gujarat                                                       | geistlicher Führer: Joria Bhagat                                                            | Angegriffen wurden hauptsächlich Polizeiposten bei dem Versuch, einen Gottesstaat (dharma-raj) zu errichten. Die eigentliche Rebellion organisierte Rupsing Gobar, der ein „Naikda-Königreich“ gründete und Steuern erhob. |
| 1873–1885                  | Pabna-Initiative  | Bengalen                                                      |                                                                                             | siehe Hauptartikel |
| März 1879 – Nov. 1880 1886 |                   | Malabar-Küste                                                 | Koya- und Konda-Hill People                                                                 | Unter ihren Häuptlingen (muttardars) Protest gegen erpresserische Beamte und neue Regelung der Waldnutzung. Kleiner Aufstände in der Region hatte es schon 1840, 1845, 1858, 1861-2 gegeben. Das Aufstandsgebiet umfasste etwa 5000 mi². Es bedurfte sechs Infanterie-Regimentern zur Niederschlagung. Die Rebellen 1886 bezeichneten sich als Rama Dandu (Ramas Armee). Einer der Führer war Rajana Anantayya (S 46). |
| Mai–Sept. 1875             | Deccan-Riots      | 33 Ortschaften in 6 Taluks der Distrikte Poona und Ahmadnagar | wohlhabendere Bauern                                                                        | Während des Baumwollbooms wohlhabend gewordene Bauern, die im Rahmen der Weltwirtschaftskrise (1873) ihre Einkommen wieder schwinden sahen und sich übermäßigen Steuerforderungen gegenübersahen (S. 50). Der dreiwöchige Aufstand wurde auch von einfachen Leuten, wie Friseuren, Wasserträgern usw. mitgetragen. Zehntausende versammelten sich auf Marktplätzen und schworen, die Forderungen von Geldverleihern nicht zu erfüllen sowie deren Unterlagen zu verbrennen. Die einrückenden Truppen trieben kollektive Strafzahlungen ein. In Folge wurde, nachdem die Region durch eine Hungersnot, gefolgt von Cholera, 1876–1878 vollkommen verwüstet worden war, durch den Deccan Agriculturalists' Relief Act, 1879 das Los der Bauern etwas erleichtert. |
| 1882                       |                   | Cachar (Assam)                                                | Govindgiri                                                                                  | Angriffe auf Weiße unter der Führung von Sambhudan, der seine Anhänger glauben machte, er könne sie durch seinen Zauber vor Gewehrkugeln schützen. |
| 1890–1891                  | Manipur-Feldzug   | Manipur                                                       |                                                                                             | Der Raja des Protektorats Manipur wurde im September 1890 während einer Palastrevolution gestürzt. Die Briten sandten im März 1891 400 Gurkhas unter Oberstleutnant Charles McDowal Skene gegen die Rebellen, wurden von diesen jedoch in der Hauptstadt Imphal stark bedrängt. Skene, zusammen mit dem Chief Commissioner für Assam, James Wallace Quinton, und dem Political Agent für Manipur, Frank St. Clair Grimwood, wurden nach einem ergebnislosen Verhandlungsversuch im Palast ermordet, ebenso der Assistant Secretary des Chief Commissioner, William Henry Cossins, sowie der Gurkha-Offizier Walter Simpson und der sie begleitende Gurkha-Hornist Gunna Ram. Während des Rückzugs der Gurkhas durch den Dschungel nach Assam pflegte die Witwe Ethel St. Clair Grimwood Verwundete und brachte ihre Ortskenntnisse ein; dafür wurde sie von Königin Victoria mit dem Royal Red Cross ausgezeichnet. Im April rückten drei Kolonnen mit zusammen 4000 Mann gegen Imphal vor und besiegten die Manipuris in kleineren Scharmützeln. Der Armeekommandant wurde gefangen und zum Tode verurteilt. Auf dem Thron wurde ein 6-Jähriger installiert, der als britische Marionette regierte (S 242). |
| 1899–1900                  | Ulgulan der Munda | südlich Ranchi                                                | Angehörige des Munda-Stammes, geführt von Birsa Munda (* 15. November 1875; † 9. Juni 1900) | Höhe- und Endpunkt eines 30-jährigen Kampfes gegen die Zerstörung der indigenen Kultur, verursacht durch Abschaffung von Allmenden (khuntkatti), Einführung von Frondiensten (beth begari), Steuerpächter und Wucherer. Birsa, der sowohl vom Hinduismus als auch Lutheranern beeinflusst war, aber zur Religion seines Stammes zurückkehrte, erhielt 1895 in einer Vision den göttlichen Auftrag zur Befreiung. Bis 1899 hatte er tausende Anhänger, die Weihnachten 1899 zum Mord an Steuerpächtern, Rajas und Christen aufgefordert wurden. Mit Vorliebe wurden Kirchen und Hindutempel niedergebrannt. 6000 folgten ihm, sie erlitten eine Niederlage am 9. Januar 1900 bei Sail Rakab Hill. Birsa wurde im Februar gefangen und starb im Juni im Gefängnis. 350 Mundas wurden vor Gericht gestellt, drei hingerichtet, 44 verbannt. Der Chotanagpur Tenancy Act 1908 verbot die Frondienste und sicherte gewissen kommunalen Landbesitz(S 47) |
| 1900                       |                   | Konda-Stamm                                                   | Vizagapatam Agency                                                                          | Korra Mallaya behauptete, erleuchtet und eine Reinkarnation eines der fünf Pandava-Brüder zu sein; sein Sohn sollte eine Wiedergeburt Krishnas sein. Er sammelte 4–5000 Anhänger, die er mit Bambus bewaffnete. Seine Magie sollte die Stecken in Gewehre verwandeln. Das Ergebnis war vorhersehbar: 11 Aufständische wurden erschossen, 60 vor Gericht gestellt, zwei von diesen gehängt. |
| 1910                       | Bhumkal           | Lal Kalendra Singh u. a.                                      | Bastar                                                                                      | siehe Hauptartikel |
| 1900–1912                  | Bhil-Stamm        | Banswara                                                      | Govindgiri                                                                                  | Auslöser war die große Hungersnot ab 1899/1900, bei der in der Region nur 12 % der üblichen Ernte eingefahren wurde und die auf eine ähnliche 1896/97 folgte. Govindgiri sammelte seine Truppe in den Mangar-Bergen und überfiel reiche Landbesitzer in der Ebene. Die Überlegenheit britischer Artillerie zwang ihn schließlich in die Knie. |
| 1917–1919                  | Kuki-Aufstand     |                                                               |                                                                                             | [ 32 ] |
| 1921–1922                  | Moplah-Aufstand   | Taluks Ernad und Valluvanad (Malabarküste)                    | fanatische Moslems des Moplah-Stammes                                                       | siehe Hauptartikel (1836–1896 hatte es bereits 22 kleinere Revolten gegeben.) |

### Birma
- Saya-San-Aufstand 1930–1932

## Der weitere Unabhängigkeitskampf zwischen 1919 und 1947
Nach der von der Mohandas Gandhi aufgestellten Doktrin Satyagraha sollte der Kampf um die Unabhängigkeit gewaltfrei verlaufen (Kampagne der Nichtkooperation). Es kam jedoch auch zu gewaltsamen Aktionen, häufig wenn die Kolonialherren in friedliche Mengen schießen ließen oder Verhaftungswellen zum Machterhalt durchführten. Die wichtigsten Phasen (Hauptartikel dazu unter):
- Kampagne der Nichtkooperation 1920 ff
- Salzmarsch 1930
- Quit-India-Bewegung 1942 ff

Weitere Schlüsselfiguren:
- Abul Kalam Azad
- C. R. Das
- Aurobindo Ghosh (Sri Aurobindo)
- Muhammad Ali Jinnah
- Jawaharlal Nehru
- Vallabhbhai Patel
- Rajendra Prasad
- Jatindra Mohan Sengupta
- Bal Gangadhar Tilak

| Jahr              | Bezeichnung                                    | Region                                                                                            | Führer (tragende Klasse)                         | Verlauf |
| ----------------- | ---------------------------------------------- | ------------------------------------------------------------------------------------------------- | ------------------------------------------------ | --- |
| 1914              | Tana Bhagat-Movement                           | Jatra Oraon                                                                                       | um Ranchi                                        | Die Vishnu Bhagat-Sekte wurde von Bhiku Bhagat ins Leben gerufen, sie war in gewisser Weise eine Fortsetzung der Ideen Birsas. Es stand unter der Führung von Jatra Bhagat (* 1888) und war gegen den Genuss von Alkohol, Fleisch und die Teilnahme an Tänzen gerichtet. Man verfolgte das Prinzip der Gewaltfreiheit und nahm mit Siddhu Bhagat als Führer ab 1921 an der Gandhischen Nicht-Kooperation teil. Abgesandte waren auf den Jahrestagungen des Congress 1922 und 1923 vertreten. |
| 1915              | Planungen einer/Verschwörung zur Ghadar Mutiny | Lahore, USA                                                                                       | Punjab, Bengalen                                 | Durch Gegenspionage aufgedeckt, Strafverfahren |
| 13. Apr. 1919     | Massaker von Amritsar (Jallianwala Bag)        | Punjab                                                                                            |                                                  | Gewaltlose Proteste gegen die Inhaftierung von zwei regionalen Führungspersönlichkeiten werden im Jallianwala Bag zusammengeschossen. Mindestens 379 Tote, viele Verletzte. |
| 14.–21. Apr. 1919 | Peschawar                                      |                                                                                                   |                                                  | Gleichzeitig zu den Protesten in Amritsar kam es zu solchen in Peschawar. Die RAF bombardierte in den folgenden Tagen die Basare der Stadt. Die Zahl der Toten ist unbekannt, dürfte bei diesem fast vergessenen Massaker mit 4–5000 höher als in Amritsar gewesen sein. |
| Apr. 1930         | Chittagong-Aufstand                            | Distrikt Chittagong (Bengalen)                                                                    | Surya Sen und Jugendliche der Hindu-Mittelklasse | siehe Hauptartikel (Etwa 70 Revolutionäre riefen in der Nacht vom 18. April 1930 (Karfreitag) eine „provisorische revolutionäre Nationalregierung“ aus.) |
| April–Mai 1930    | Meuterei in Peschawar                          | Peschawar                                                                                         |                                                  | Die Verhaftung des Sozialreformers Badshah Khan am 23. April führte zu einer Demonstration im Kissakhani-Bazar. Ein dreistündiger Angriff auf die Menge durch Infanterie und Panzerwagen führte zu offiziell 30 Toten, unabhängige Quellen schätzen die Zahl auf 200–250. Ein Zug der Gwalior Rifles, kommandiert von Chandra Singh Garhwali verweigerte den Befehl, in die unbewaffnete Menge zu schießen. Nachdem ihnen mit Kriegsgericht gedroht wurde, meuterten sie und liefen zu den Pathan Volunteers (Khudai Khidmatgar) über. Briten und Mischlinge verließen fluchtartig den Ort, der nun von den Congress Volunteers kontrolliert wurde. Nach 12 Tagen rückte am 4. Mai ein großes britisches Kontingent ein und veranstaltete blutige Repressionsmaßnahmen. |
| 1930er bis 1942   | Hur-Rebellion                                  | Provinz Sindh                                                                                     | fanatisierte Moslems: Farqui Hurs                | Auf dem Höhepunkt ihrer Schreckenskampagne ermordeten die Hur monatlich etwa 600 Personen, meist Hindus. Die Briten erließen den Hur Act, der es Sicherheitskräften gestattete, angetroffene Hurs ohne Warnung zu erschießen. Am 16. Mai 1942 zerstörten sie den Karachi-Lahore-Zug. Drei Bataillone wurden gegen sie in Marsch gesetzt, die ihre Mission erfüllt hatten, nachdem der Anführer Sibghatullah Shah Rashidi alias Pir Pagaro gefangen genommen worden war. Er wurde am 17. März 1943 gehängt (S 373). |
| 1946              | Royal Indian Navy-Meuterei                     | HMIS Talwar (Bombay 18.2.); HMIS Hindustan (Karachi 19.2.) 78 weitere Schiffe und 20 Marineposten |                                                  | Matrosen, später Straßenschlachten und Generalstreik. An Folgetagen auch in Karachi und Madras. Kleinere Solidaritätsaktionen im ganzen Land, auch Bahrain, Aden und Andamanen. |